# Rio Chone
O rio Chone é um curso de água da América do Sul,  que banha o centro do Equador. É um dos maiores e mais importantes rios da costa do Pacífico que não nascem na cordilheira dos Andes.
Nasce na cordilheira Oriental da costa equatoriana, corre pela província de Manabí, atravessa a localidade de Chone e deságua no oceano Pacífico, em um amplo estuário dominado pela península de Bahía de Caráquez. Ao norte do estuário se encontra a localidade de San Vicente.